# John Slade
John H. Slade (* 30. Mai 1908 als Hans Schlesinger in Frankfurt am Main; † 11. September 2005 in Manhattan, New York City) war ein deutschstämmiger, US-amerikanischer Hockeyspieler und Wallstreetbroker.

## Leben
John Slade wurde als Hans Schlesinger in Frankfurt am Main geboren. In seiner Jugend spielte er Hockey beim SC 1880 Frankfurt, wo er, als Jude, 1936 ausgeschlossen wurde. Deshalb konnte er nicht an den Olympischen Spielen 1936 in Berlin teilnehmen. Daraufhin emigrierte er nach New York.
Er fing dort als Laufbursche bei „Bear Stearns“ an, die damals, 1936, eine kleine Brokerfirma mit 50 Angestellten war. Ab 1941 nannte er sich John Slade. Später kehrte er als US-Soldat nach Deutschland zurück. 1948 spielte er im Hockey-Team der US-Amerikaner bei den Olympischen Spielen in London. Im Laufe seiner Karriere trug er maßgeblich dazu bei, dass Bear Stearns zu einer bedeutenden Investmentbank mit weltweit mehr als 13.000 Angestellten wurde. Bis zu seinem Tod im Alter von 97 Jahren war er dort angestellt. Durch seine Erfolge an der Börse wurde er zu einer Legende und zur Verkörperung des Amerikanischen Traums. In den 1970er Jahren wurde er zum beliebtesten Banker in den USA gewählt und 1990 erhielt er das Bundesverdienstkreuz.